# استن لاتان
استن لاتان (انگلیسی: Stan Lathan؛ زادهٔ ۸ ژوئیهٔ ۱۹۴۵) کارگردان، تهیه‌کننده اهل ایالات متحده آمریکا است.
وی همچنین برندهٔ جوایزی همچون جایزه پیبادی شده‌است.